# Giovanni Trapattoni
Giovanni Trapattoni (pronunție în italiană [d͡ʒoˈvanni trapatˈtoni]; n. 17 martie 1939, Cusano Milanino, Lombardia, Regatul Italiei), zis și "Trap" sau "Il Trap", este un fost jucător de fotbal și antrenor italian, considerat cel mai de succes antrenor de club din Serie A.
Unul din cei mai victorioși antrenori din istoria fotbalului, Trapattoni este unul din cei patru antrenori care au câștigat titluri în patru țări diferite, ceilalți trei fiind Ernst Happel, José Mourinho, și Tomislav Ivić. Alături de Udo Lattek, el e unicul antrenor care a câștigat toate cele trei titluri de club majore europene. De asemenea, el este unicul antrenor care a câștigat toate competițiile de club continentale oficiale și Cupa Intercontinentală, cucerindu-le cu Juventus pe durata primei perioade petrecute la club.

## Statistici

### Cariera de club
| Performanța de club | Performanța de club | Performanța de club | Campionat | Campionat | Cupă         | Cupă         | Continental | Continental | Total   | Total  |
| Sezon               | Club                | Liga                | Meciuri   | Goluri    | Meciuri      | Goluri       | Meciuri     | Goluri      | Meciuri | Goluri |
| Italia              | Italia              | Italia              | Liga      | Liga      | Coppa Italia | Coppa Italia | Europa      | Europa      | Total   | Total  |
| ------------------- | ------------------- | ------------------- | --------- | --------- | ------------ | ------------ | ----------- | ----------- | ------- | ------ |
| 1958/59             | Milan               | Serie A             | 0         | 0         |              |              |             |             |         |        |
| 1959/60             | Milan               | Serie A             | 2         | 0         |              |              |             |             |         |        |
| 1960/61             | Milan               | Serie A             | 30        | 1         |              |              |             |             |         |        |
| 1961/62             | Milan               | Serie A             | 32        | 0         |              |              |             |             |         |        |
| 1962/63             | Milan               | Serie A             | 30        | 0         |              |              |             |             |         |        |
| 1963/64             | Milan               | Serie A             | 28        | 1         |              |              |             |             |         |        |
| 1964/65             | Milan               | Serie A             | 30        | 0         |              |              |             |             |         |        |
| 1965/66             | Milan               | Serie A             | 18        | 1         |              |              |             |             |         |        |
| 1966/67             | Milan               | Serie A             | 23        | 0         |              |              |             |             |         |        |
| 1967/68             | Milan               | Serie A             | 24        | 0         |              |              |             |             |         |        |
| 1968/69             | Milan               | Serie A             | 22        | 0         |              |              |             |             |         |        |
| 1969/70             | Milan               | Serie A             | 20        | 0         |              |              |             |             |         |        |
| 1970/71             | Milan               | Serie A             | 15        | 0         |              |              |             |             |         |        |
| 1971/72             | Varese              | Serie A             | 10        | 0         |              |              |             |             |         |        |
| Țara                | Italia              | Italia              | 284       | 3         |              |              |             |             |         |        |
| Total               | Total               | Total               | 284       | 3         |              |              |             |             |         |        |

### Echipa națională
| Italia | Italia  | Italia |
| An     | Meciuri | Goluri |
| ------ | ------- | ------ |
| 1960   | 1       | 0      |
| 1961   | 5       | 0      |
| 1962   | 2       | 0      |
| 1963   | 6       | 1      |
| 1964   | 3       | 0      |
| Total  | 17      | 1      |

### Statistici antrenorat
La 10 septembrie 2013..
| Echipa            | Început        | Sfârșit            | Raport | Raport | Raport | Raport | Raport | Raport | Raport | Raport | Raport |
| Echipa            | Început        | Sfârșit            | M      | V      | R      | Î      | GM     | GP     | Dif    | Vic %  |        |
| ----------------- | -------------- | ------------------ | ------ | ------ | ------ | ------ | ------ | ------ | ------ | ------ | ------ |
| Milan             | 9 aprilie 1974 | 30 iunie 1974      | 11     | 4      | 5      | 2      | 6      | 4      | +2     | 36,36  |        |
| Juventus          | 1 iulie 1976   | 30 iunie 1986      | 450    | 244    | 136    | 70     | 720    | 334    | +386   | 54,22  |        |
| Internazionale    | 1 iulie 1986   | 30 iunie 1991      | 233    | 126    | 61     | 46     | 342    | 169    | +173   | 54,08  |        |
| Juventus          | 1 iulie 1991   | 30 iunie 1994      | 140    | 74     | 42     | 24     | 235    | 119    | +116   | 52,86  |        |
| Bayern München    | 1 iulie 1994   | 30 iunie 1995      | 46     | 17     | 18     | 11     | 68     | 59     | +9     | 36,96  |        |
| Cagliari          | 1 iulie 1995   | 30 iunie 1996      | 37     | 13     | 8      | 16     | 41     | 54     | −13    | 35,14  |        |
| Bayern München    | 1 iulie 1996   | 30 iunie 1998      | 90     | 55     | 22     | 13     | 192    | 89     | +103   | 61,11  |        |
| Fiorentina        | 1 iulie 1998   | 30 iunie 2000      | 99     | 44     | 31     | 24     | 149    | 109    | +40    | 44,44  |        |
| Italia            | 6 iulie 2000   | 15 iulie 2004      | 44     | 25     | 12     | 7      | 68     | 30     | +38    | 56,82  |        |
| Benfica           | 5 iulie 2004   | 31 mai 2005        | 51     | 29     | 10     | 12     | 82     | 50     | +32    | 56,86  |        |
| VfB Stuttgart     | 17 iunie 2005  | 9 februarie 2006   | 31     | 11     | 13     | 7      | 37     | 31     | +6     | 35,48  |        |
| Red Bull Salzburg | mai 2006       | 30 aprilie 2008    | 87     | 48     | 19     | 20     | 158    | 85     | +73    | 55,17  |        |
| Irlanda           | 1 mai 2008     | 11 septembrie 2013 | 64     | 26     | 22     | 16     | 86     | 64     | +22    | 40,63  |        |
| Total carieră     | Total carieră  | Total carieră      | 1.382  | 716    | 399    | 267    | 2.184  | 1.196  | +988   | 51,81  |        |

## Palmares

### Palmares de jucător
Milan
- Serie A (2): 1961–62, 1967–68
- Coppa Italia (1): 1966–67
- Cupa Campionilor Europeni (2): 1963, 1969
- Cupa Cupelor UEFA (1): 1967–68

### Palmares de antrenor
Juventus
- Serie A (6): 1976–77, 1977–78, 1980–81, 1981–82, 1983–84, 1985–86
- Coppa Italia (2): 1978–79, 1982–83
- Cupa Campionilor Europeni (1): 1984–85
- Cupa Cupelor UEFA (1): 1984
- Cupa UEFA (2): 1977, 1993
- Supercupa Europei (1): 1984
- Cupa Intercontinentală (1): 1985

Inter Milano
- Serie A (1): 1988–89
- Supercoppa Italiana (1): 1989
- Cupa UEFA (1): 1991

Bayern München
- Bundesliga (1): 1996–97
- DFB-Pokal (1): 1997–98
- DFB-Ligapokal (1): 1996–97

Benfica
- Primeira Liga (1): 2004–05

Red Bull Salzburg
- Bundesliga (1): 2006–07

 Irlanda
- Cupa Națiunilor (1): 2011